# ۲۶ ربیع‌الاول
۲۶ ربیع‌الاول، بیست و ششمین روز از ماه ربیع‌الاول در تقویم هجری قمری است.
در تقویم هجری قمری قراردادی این روز هشتاد و پنجمین روز سال است.

## درگذشتگان
- ۵۳۴ - ابواسحاق انصاری، محدث خوارزمی ایرانی.
- ۱۴۱۹ - محمدتقی جعفری فیلسوف مسمان